# 謝崇基
謝崇基，雲南省昭通府恩安縣人，清朝政治人物、同進士出身。
光緒十二年（1886年），参加光緒丙戌科殿試，登進士三甲39名。同年五月，改翰林院庶吉士。光緒十五年四月，散館，授翰林院檢討。